# 檀香醇
檀香醇（英語：santalol）是一种倍半萜类物质，分子式为C
15H
24O。有α型和β型两种同分异构体，两者桥环骨架不同，α型具有三元环结构。檀香醇存在于檀香等檀木的精油中，其主要成分是α-檀香醇，含量占55%，而β-檀香醇占20%。通过水蒸气蒸馏从檀木中提取精油，2002年产量约60吨。